# Gais Tifo
Gais Tifo är en tifogrupp som stöder fotbollsklubben Gais från Göteborg.
Gais Tifo grundades 2006 och ägnar sig främst åt det visuella stödet på läktaren, det vill säga tifoarrangemang, flaggor och banderoller. Man vill även främja en starkare supporterkultur genom att leda klacken, ta fram nya ramsor och souvenirer samt genom att arbeta för att Gais ska bli mer positiv mot denna typ av läktarkultur.